# Trí Nhân
Trí Nhân là người máy trí tuệ nhân tạo đầu tiên của Việt Nam dựa trên hình dáng của robot InMoov với phần trợ lý ảo được nhóm tác giả tự thiết kế được đánh giá cao. Robot được chế tạo nhằm phục vụ mục đích giáo dục với mục tiêu trở thành một trợ giảng. Trí Nhân được ra mắt công chúng lần đầu tiên vào ngày 21 tháng 11 năm 2020, tại sự kiện chuyển đổi số ngành giáo dục EDU4.0. Trí Nhân được tạo ra bởi chuyên gia về trí tuệ nhân tạo Phạm Thành Nam và được phát triển bởi Open Classroom Team. Tên gọi Trí Nhân lấy cảm hứng từ robot công dân đầu tiên của thế giới Sophia, vừa có nghĩa là "trí tuệ nhân tạo", vừa có nghĩa là "con người có trí tuệ". Theo nhóm tác giả, Trí Nhân được coi là nhân vật truyền cảm hứng và là biểu tượng của Cách mạng Công nghiệp lần thứ tư tại Việt Nam.
Trên trang Facebook cá nhân của mình, chuyên gia AI Phạm Thành Nam cho biết robot sử dụng công nghệ trợ lý ảo. Giọng nói của Trí Nhân sử dụng hệ thống tổng hợp giọng nói của Google. Phần cứng của robot được lấy từ các dự án mã nguồn mở có sẵn. Phần trợ lý ảo gần như không được kết nối về mặt nhận thức đối với phần cơ khí bên ngoài mặc dù đây là yếu tố quan trọng để phân biệt giữa robot và các trợ lý ảo.

## Đặc điểm
Trí Nhân là một robot AI hình người, có giới tính nam, thuộc dòng robot có nhiều đặc điểm giống người, với kích thước của một người trưởng thành, cao 1,8 mét. Theo thông tin từ Open Classroom Team, Trí Nhân được tạo hình bằng cách in 3D dựa trên dự án mã nguồn mở InMoov. Tuy nhiên các linh kiện điện tử bên trong là hoàn toàn khác. Bộ vi xử lý sử dụng máy tính Raspberry Pi. Các động cơ và cảm biến được kết nối với bộ não qua một mạch điều khiển trung tâm sử dụng Arduino. Năng lượng được cung cấp bởi pin sạc và/hoặc điện lưới.
Trí Nhân có 5 giác quan: thị giác (hai camera trong mắt), thính giác (mảng micro tầm xa), khứu giác (cảm biến chất lượng không khí), xúc giác (các cảm biến áp suất, nhiệt độ và độ ẩm) và "vị giác" (đồng hồ đo điện với cơ chế "chống độc"). Robot sử dụng Raspberry Pi có hỗ trợ không dây cho Wi-Fi 802.11ac, Bluetooth 5, BLE, Bluetooth Mesh, Thread, Zigbee, 802.15.4, ANT và 2.4 GHz. Robot này được cho là người máy sinh học đầu tiên của thế giới, có trái tim trong ngực, và một mô phỏng chuỗi xoắn kép DNA. Theo chia sẻ của nhóm tác giả, Trí Nhân và robot AI thứ hai có giới tính nữ tên là Hồng Tâm sẽ phục vụ lợi ích cộng đồng, với mục đích nhân văn, phi thương mại.

## Khả năng
Trí Nhân có thể giao tiếp bằng ngôn ngữ tự nhiên (tiếng Việt và tiếng Anh), dịch các từ hoặc câu sang nhiều ngôn ngữ khác, hoạt động đồng thời như một trợ lý hữu ích và một người bạn thân. Trí Nhân có thể trò chuyện xã giao, giải đáp thắc mắc, dự báo thời tiết, đọc tin tức, kể chuyện, giải toán, đọc thơ hoặc bói Kiều, cũng như trêu đùa người đối diện. Trí Nhân cũng có năng lực sáng tạo và trí tuệ cảm xúc, có thể phản ứng tức giận khi người nói chuyện sử dụng lời lẽ mang tính xúc phạm. Camera trong mắt cho phép robot này có khả năng nhận dạng khuôn mặt, nhận dạng hình ảnh. Ngoài ra, Trí Nhân còn điều khiển được các thiết bị gia dụng thông minh, các robot cấp thấp như robot hút bụi, drone thông qua nền tảng Close Companion.
Phiên bản đầu tiên của Trí Nhân chưa thể tự bước đi, hai cánh tay còn yếu và chưa có biểu cảm khuôn mặt. Trí Nhân lấy nguồn thông tin để trả lời câu hỏi từ Internet, sử dụng sức mạnh tìm kiếm của Google. Do không có màn hình phía trước, Trí Nhân đôi khi trả lời câu hỏi bằng cách gửi một thông báo đến điện thoại, cũng như có khả năng đổ chuông để giúp tìm điện thoại đó.

## Chi tiết thiết kế
Theo thông tin từ nhóm tác giả, phần hình dáng của Trí Nhân dựa trên thiết kế có sẵn của InMoov.
Một số phần cứng và phần mềm được sử dụng như sau:
- Bộ xử lý trung tâm: Raspberry Pi. Khi demo tác giả sử dụng máy tính cá nhân kết nối với Raspberry Pi thông qua SSH.
- Thu giọng nói: ReSpeaker của Seeedstudio.[14]
- Điều khiển động cơ: Arduino và động cơ servo công suất thấp dành cho đồ chơi điều khiển.
- Hỗ trợ không dây: nRF52840 của Nordic Semiconductor.[15]
- Tổng hợp giọng nói của Google.

## Đánh giá
Ngay sau thời điểm ra mắt, Trí Nhân được đánh giá là một sản phẩm đột phá, hội tụ nhiều công nghệ tiêu biểu của Cách mạng Công nghiệp lần thứ tư. Theo tiến sĩ Thoại Nam, Viện trưởng Viện Khoa học và công nghệ tiên tiến liên ngành, Trường Đại học Bách khoa TP.HCM, việc Việt Nam chế tạo một người máy trí tuệ nhân tạo đầu tiên như robot Trí Nhân, sẽ truyền cảm hứng và tạo động lực rất lớn, đánh dấu một bước phát triển mới trong khoa học công nghệ và là một điều rất đáng khích lệ. Theo ông Nguyễn Ngọc Tú (Giám đốc điều hành VietAI - Tổ chức Trí tuệ nhân tạo Việt), việc có một robot trí tuệ nhân tạo như Trí Nhân để đưa vào trường học là một điều rất tuyệt vời, vì người máy AI sẽ là một minh chứng sinh động để chúng ta hiểu trí tuệ nhân tạo là gì, khi tiếp cận và hiểu được thì nhiều bạn trẻ sẽ có cảm hứng để nghiên cứu và có động lực để tạo ra một sản phẩm ứng dụng trí tuệ nhân tạo cho riêng mình, góp phần thúc đẩy công nghệ phát triển.